# Auweiher (Naturschutzgebiet, Ostalbkreis)
Auweiher ist ein mit Verordnung des Regierungspräsidiums Stuttgart vom 11. Mai 1990 ausgewiesenes Naturschutzgebiet mit der Nummer 1.171.

## Lage
Das Naturschutzgebiet befindet sich im Naturraum Schwäbisch-Fränkische Waldberge und liegt etwa 1500 Meter westlich von Wört im Tal der Rotach, eines Nebenflusses der Wörnitz. Das Gebiet ist Teil des FFH-Gebiets Nr. 6927-341 Rotachtal.

## Schutzzweck
Laut Verordnung ist der Schutzzweck die Erhaltung eines Weihers mit großflächigen Flachwasser- und Verlandungszonen sowie ausgedehnter Riedflächen als Lebensraum seltener und vom Aussterben bedrohter Tier- und Pflanzenarten.

## Flora und Fauna
Bemerkenswert ist das Vorkommen der Sumpfpflanzenarten Kleine Seerose und Zungen-Hahnenfuß. Aus der Gruppe der Wasser- und Sumpfvögel müssen Tüpfelsumpfhuhn, Wasserralle und Zwergdommel hervorgehoben werden.